# Puccinia rata
Puccinia rata ist eine Ständerpilzart aus der Ordnung der Rostpilze (Pucciniales). Der Pilz ist ein Endoparasit des Korbblütlers Eremosis leiocarpa (Syn. Vernonia leiocarpa). Symptome des Befalls durch die Art sind Rostflecken und Pusteln auf den Blattoberflächen der Wirtspflanzen. Sie kommt in Mittelamerika vor.

## Merkmale

### Makroskopische Merkmale
Puccinia rata ist mit bloßem Auge nur anhand der auf der Oberfläche des Wirtes hervortretenden Sporenlager zu erkennen. Sie wachsen in Nestern, die als gelbliche bis braune Flecken und Pusteln auf den Blattoberflächen erscheinen.

### Mikroskopische Merkmale
Das Myzel von Puccinia rata wächst wie bei allen Puccinia-Arten interzellulär und bildet Saugfäden, die in das Speichergewebe des Wirtes wachsen. Ihre Spermogonien und Aecien sind unbekannt. Die unterseitig auf den Wirtsblättern wachsenden Uredien des Pilzes sind hell zimtbraun und besitzen farblose Paraphysen. Ihre hell goldbraunen Uredosporen sind 25–28 × 24–28 µm groß, eiförmig bis breitellipsoid und stachelwarzig. Die blattunterseitig wachsenden Telien der Art sind zimtbraun und unbedeckt, bisweilen werden sie von Paraphysen umrahmt. Die gold- bis hell kastanienbraunen Teliosporen sind zweizellig, in der Regel breitellipsoid, warzig und 35–42 × 26–29 µm groß. Ihre Stiele sind farblos.

## Verbreitung
Das bekannte Verbreitungsgebiet von Puccinia rata reicht von Südmexiko bis nach Honduras.

## Ökologie
Die Wirtspflanze von Puccinia rata ist Vernonia leiocarpa. Der Pilz ernährt sich von den im Speichergewebe der Pflanzen vorhandenen Nährstoffen, seine Sporenlager brechen später durch die Blattoberfläche und setzen Sporen frei. Die Art durchläuft einen makrozyklischen Entwicklungszyklus, von dem bislang nur Telien und Uredien sowie deren Wirt bekannt sind; Spermogonien und Aecien konnten ihr nicht zugewiesen werden.